# Episodi di Dicte (seconda stagione)
La seconda stagione della serie televisiva Dicte, composta da 10 episodi, è stata trasmessa in prima visione assoluta in Danimarca dal canale TV 2 dal 24 settembre al 26 novembre 2014.
In Italia, è andata in onda dal 3 novembre al 1º dicembre 2016 sul canale pay Fox Crime.
| n° | Titolo originale            | Titolo italiano               | Prima TV Danimarca | Prima TV Italia  |
| -- | --------------------------- | ----------------------------- | ------------------ | ---------------- |
| 1  | Drømme og Diamanter - del 1 | Sogni e diamanti - 1ª parte   | 24 settembre 2014  | 3 novembre 2016  |
| 2  | Drømme og Diamanter - del 2 | Sogni e diamanti - 2ª parte   | 1º ottobre 2014    | 3 novembre 2016  |
| 3  | Lidenskab og Lænker - del 1 | Passione e catene - 1ª parte  | 8 ottobre 2014     | 10 novembre 2016 |
| 4  | Lidenskab og Lænker - del 2 | Passione e catene - 2ª parte  | 15 ottobre 2014    | 10 novembre 2016 |
| 5  | Nærvær og Fravær - del 1    | Presenza e assenza - 1ª parte | 22 ottobre 2014    | 17 novembre 2016 |
| 6  | Nærvær og Fravær - del 2    | Presenza e assenza - 2ª parte | 29 ottobre 2014    | 17 novembre 2016 |
| 7  | Mål og Midler - del 1       | Difficili rapporti - 1ª parte | 5 novembre 2014    | 24 novembre 2016 |
| 8  | Mål og Midler - del 2       | Difficili rapporti - 2ª parte | 12 novembre 2014   | 24 novembre 2016 |
| 9  | Ret og Pligt - del 1        | Diritti e doveri - 1ª parte   | 19 novembre 2014   | 1º dicembre 2016 |
| 10 | Ret og Pligt - del 2        | Diritti e doveri - 2ª parte   | 26 novembre 2014   | 1º dicembre 2016 |